# María Ester Labado
María Ester Labado es una política argentina del Partido Justicialista, que se desempeñó como senadora nacional por la provincia de Santa Cruz entre 2011 y 2017.

## Biografía
Oriunda de la provincia del Chubut, en 1971 se radicó con su familia en Caleta Olivia (Santa Cruz). Comenzó su actividad en el Concejo Deliberante de dicha ciudad, primero como personal de maestranza y luego como personal administrativa, hasta llegar al cargo de coordinadora de comisiones. Entre 1997 y 2003 fue coordinadora legislativa del municipio y de 2003 a 2007 fue concejala de Caleta Olivia. Más tarde fue directora regional del Ministerio de Asuntos Sociales de la provincia de Santa Cruz.
En las elecciones legislativas de 2011, fue elegida senadora nacional por la provincia de Santa Cruz, en la lista del Frente para la Victoria, completando su mandato en 2017.
Integró como vocal las comisiones de Presupuesto y Hacienda; de Asuntos Administrativos y Municipales; de Industria y Comercio; de Agricultura, Ganadería y Pesca; de Minería, Energía y Combustibles; de Educación y Cultura; de Deporte; y Banca de la Mujer; además de ser secretaria primera de la comisión parlamentaria conjunta argentino-chilena. Junto con Pablo Gerardo González, fueron impulsores de la creación del parque nacional Patagonia en 2014.
En 2015, se postuló a la intendencia de Caleta Olivia por el Frente para la Victoria. Volvió a postularse al cargo en 2019 por el Frente de Todos.
Tras su paso por el Senado, fue directora regional del Instituto de Desarrollo Urbano y Vivienda del gobierno provincial de Santa Cruz, hasta su renuncia en agosto de 2020.
En abril de 2021, fue designada delegada del Sindicato de Amas de Casa de la República Argentina en la zona norte de la provincia de Santa Cruz, con sede en Caleta Olivia. En mayo de 2021 fue elegida vicepresidenta del Partido Justicialista de Santa Cruz.